# Pethe Lajos
Pethe Lajos (Jablonca, 1879. március 12. – Budapest, 1958. augusztus 20.) bányamérnök, vaskohómérnök.

## Életpályája
Rozsnyón érettségizett. 1898–1902 között vaskohászatot és bányászatot tanult az akadémián. 1902–1906 között Szélaknán tevékenykedett. 1906-ban diplomázott a selmecbányai Bányászati és Erdészeti Akadémián. 1904–1907 között a marosújvári főbányahivatal tisztje volt. 1907–1909 között a sóbányahivatal tisztjeként dolgozott. 1910–1914 között a nagybányai bányaigazgatóság veresvízi bányájának segédmérnöke és a felsőbányai bányahivatal mérnöke volt. Az első világháború alatt (1916–1918) az országos hatáskörű Bányafelügyelőség vezetője volt; 86 bánya- és kohóműben a hadifontosságú fémek termelését irányította. 1918-tól Nagybányán a bányaigazgatóságon dolgozott. 1921-től a Pénzügyminisztériumban a bányászati és kohászati felsőoktatás irányítójaként tevékenykedett. 1921–1936 között a Pénzügyminisztérium Bányászati Ügyosztályának vezetője volt főbányatanácsosi rangban. 1935–1936 között Komló fejlesztésének elindítása is hozzá köthető. 1936-ban nyugdíjba vonult. 1936-tól az Iparügyi Minisztérium állami érc- és kőszénbányászati és kutatási szakosztályának vezetője volt. A második világháború után, 1950-től részt vett a vegyesásvány-bányászat újjászervezésében. 1952–1955 között a Bányászati Tervező Intézet tudományos tanácsadója volt.

## Családja
Szülei: Pethe György és Huber Emma voltak. 1907-ben, Rudnokon házasságot kötött Onczay Margittal.
Sírja a Farkasréti temetőben található (22-1-150).

## Művei
- Újabb feltárások a veresvízi m. kir. bányamű nyugati osztályában (1911)
- Fémbányászatunk technikai fejlődése (Budapest, 1929)[5]